# Embalse de Búbal
El embalse de Búbal es un embalse español situado en el pirenaico Valle de Tena (Huesca). Recoge las aguas del río Gállego, afluente del río Ebro, además de las de otros pequeños arroyos y torrentes descendientes de las montañas aledañas, como el Caldarés o el Lana Mayor. Su presa fue inaugurada en 1971 y permite embalsar una capacidad total de 62 hm³ de agua.
Con su construcción quedaron anegadas 234 hectáreas de terreno dedicadas principalmente a pastos, además de una parte del núcleo urbano de Búbal, localidad que dio nombre al embalse. Otras poblaciones, como Saqués y Polituara, fueron expropiadas por completo debido a la proximidad del embalse y están actualmente deshabitadas.